# پنلوپه لپرووس
پنلوپه لپرووس (فرانسوی: Pénélope Leprevost‎؛ زادهٔ ۱ اوت ۱۹۸۰) سوارکار اهل فرانسه است.
وی همچنین برندهٔ جوایزی همچون لژیون دونور (شوالیه) شده‌است.
وی در مسابقات کشوری و بین‌المللی در مجموع برندهٔ ۱ مدال طلا، ۴ مدال نقره شده‌است.